# Ставек (Куявско-Поморское воеводство)
Ставек — деревня в гмине Барухово Влоцлавского повета Куявско-Поморского воеводства в центральной части севера Польши.